# أولاد سيدي بلقاسم ازروال (سيدي لحسن)
أولاد سيدي بلقاسم ازروال هي إحدى مشيخات المملكة المغربية، تتبع جغرافيا لإقليم تاوريرت وإداريًا لسيدي لحسن. يقدر عدد سكانها بـ 533 نسمة حسب الإحصاء الرسمي للسكان والسكنى لسنة 2004.